# José Domingo Santillán
José Domingo Santillán (Santiago del Estero, 9 de febrero de 1870 - Buenos Aires, 18 de julio de 1934) fue un político argentino, que ejerció como gobernador de Santiago del Estero entre 1904 y 1908.

## Biografía

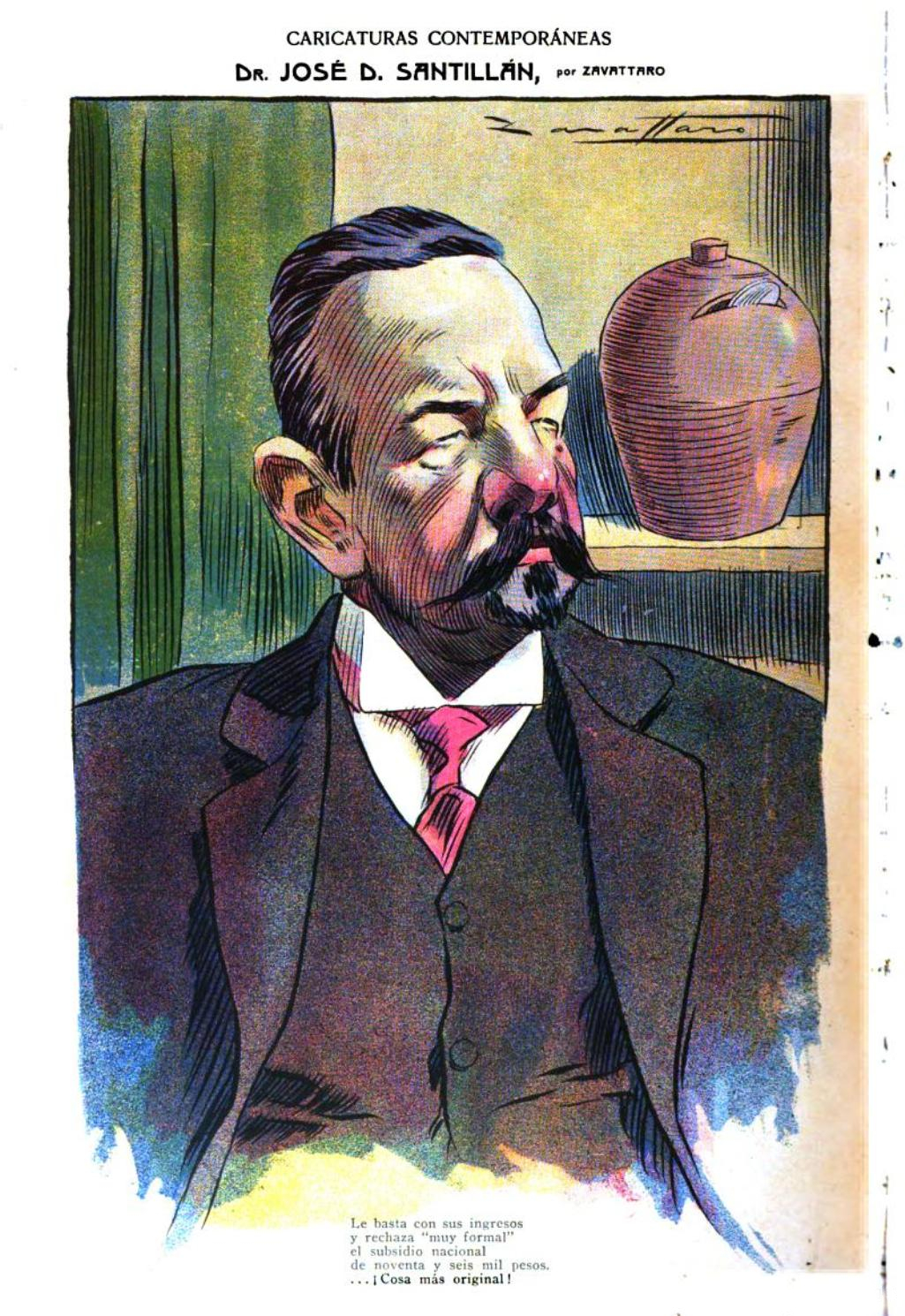
Retratado por Zavattaro en la revista argentina Caras y Caretas (1907)

Era uno de los siete hijos de Mariano Santillán, quien también fue gobernador, y Florinda Palacio.
Debió encarar una crisis económica en la provincia producto de los problemas de producción de la industria maderera, siendo agravada la situación por la gestión a nivel nacional y una grave sequía en la región.
El 31 de mayo de 1905, fue secuestrado por un grupo de rebeldes liderado por Juan Bautista Castro, junto con su esposa y sus ayudantes, cuando su tren regresaba de Buenos Aires a Santiago del Estero luego de entrevistarse con Manuel Quintana, en la estación de la localidad de Pinto con la intención de generar una revuelta provincial y causar su renuncia. Una sección del Ejército Argentino fue al rescate de gobernador, al cual habían alojado en la estancia familiar cerca de Casares y se enfrentaron a tiros con el grupo dejando un saldo de cuatro muertos y seis heridos, aunque liberando al gobernador. Castro fue juzgado y condenado por el secuestro, pero indultado a los diez meses por José Figueroa Alcorta.